# باربادوس في الألعاب الأولمبية
بربادوس في الألعاب الأولمبية تقوم اللجنة الأولمبية البربادوسية بالإشراف في شؤون مشاركة بربادوس في الألعاب الأولمبية، شاركت بربادوس أول مرة في الألعاب الأولمبية في دورة 1968 في مكسيكو سيتي في المكسيك، فازت بربادوس حتى الآن في مشوارها في الألعاب الأولمبية الصيفية بميدالية برونزية واحدة كانت في سباق 100 متر في الألعاب الأولمبية الصيفية 2000 في سيدني.